# 三重WPスターズ
三重WPスターズ（MIE WATER POLO STARS）は、三重県三重郡菰野町を本拠地とする水球の小学生クラブチームである。

## 設立までの経緯
水球選手が輝き星の数ほど増えてほしいと願いを込め、1997年に選抜チームとして発足した。小学生の部、中学生(男子)の部、女子(中高)の部とで構成し、全国大会での優勝等数々の大会で好成績をおさめてきた。
県内水球人口の増加をうけ、また2021年の三重国体に向けた選手強化と体制強化の取り組みをきっかけに、さらなる県内水球の発展のために2019年4月に選抜チームからクラブチーム化。小学生チームは3チームに分かれ、そのうちの1つが選抜チーム時代のチーム名を引継ぎ、クラブチームとしての新・三重WPスターズとしてのスタートをきった。
2021年度に鈴鹿WPCと合併して「リヴィエール三重」となった。この小学生チームが引き続き三重WPスターズとして活動を継続している。

## 主な練習場所
- 三重県立菰野高等学校 プール
- 三重交通G スポーツの杜鈴鹿 水泳場

## スタッフ
- 監督: 川北 裕
- コーチ: 川北 美央
- コーチ: 林 寛也
- コーチ: 加藤 義弘

## 表彰
- 2019年度 第4回えちゴンカップ 優勝
- 2021年度 第44回全国JOCジュニアオリンピックカップ夏季水泳競技大会 A区分 第3位
- 2021年度 第44回全国JOCジュニアオリンピックカップ春季水泳競技大会 A区分 優勝

## 出身者
- 岩野夏帆[4] - 2020東京オリンピック日本代表[5]